# 高嶺御殿

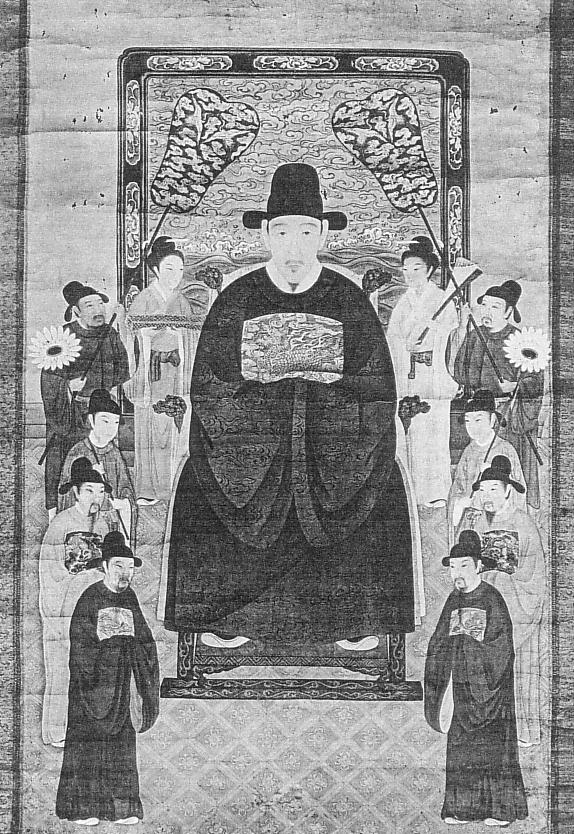
浦添翁主の父・尚恭

高嶺御殿（たかみねうどぅん）は、尚恭・浦添王子朝良（尚豊王長男）の娘・浦添翁主（1629年12月9日（崇禎2年10月25日） - 1646年3月16日（順治3年1月29日））を元祖とする琉球王族。第二尚氏の分家。五世から高嶺間切（現・糸満市高嶺地区）の按司地頭を務めた琉球王国の大名。

## 概要
尚豊王の長男・朝良は王世子であったが、二十歳で早世したため王位を継ぐことはなかった。その娘・浦添翁主が父の浦添間切（現・浦添市）を継承して高嶺御殿の元祖となった。浦添翁主は、小禄御殿支流・向氏内間殿内六世・勝連按司朝賢（羽地王子朝秀の実弟）に嫁ぎ、長男・朝式を産んで2週間後に亡くなった。高嶺御殿は朝式が継いだ。
朝式は尚質王の三女・与那嶺翁主を妻に迎えたが翁主との間に男子ができなかったため（妾との間に庶子はいたが）、本部御殿の朝卓（本部王子朝平次男）を次女・思亀樽金の入婿に迎えて跡目とした。五世・朝兼のときに高嶺間切（現・糸満市高嶺地区）に転任し、それ以降高嶺御殿と称するようになった。六世・朝京の長女・真鍋樽金は尚哲の妃になった。廃藩置県後は、十一世・朝教が沖縄銀行初代頭取、十二世・朝光は沖縄タイムス社長に就いている。

## 系譜
- 一世・浦添翁主
- 二世・浦添按司朝式（母・浦添翁主の家統を継ぐ）
- 三世・浦添按司朝卓（本部御殿一世・本部王子朝平の次男。朝式の養子となる）
- 四世・浦添按司朝基
- 五世・高嶺按司朝兼
- 六世・高嶺按司朝京
- 七世・高嶺按司朝庸
- 八世・高嶺按司朝用
- 九世・高嶺按司朝義
- 十世・高嶺按司朝長
- 十一世・高嶺朝教
- 十二世・高嶺朝光